# Simga
Simga là một thị xã và là một nagar panchayat của quận Raipur thuộc bang Chhattisgarh, Ấn Độ.

## Địa lý
Simga có vị trí 21°38′B 81°42′Đ / 21,63°B 81,7°Đ Nó có độ cao trung bình là 262 mét (859 feet).

## Nhân khẩu
Theo điều tra dân số năm 2001 của Ấn Độ, Simga có dân số 13.137 người. Phái nam chiếm 50% tổng số dân và phái nữ chiếm 50%. Simga có tỷ lệ 60% biết đọc biết viết, cao hơn tỷ lệ trung bình toàn quốc là 59,5%: tỷ lệ cho phái nam là 71%, và tỷ lệ cho phái nữ là 48%. Tại Simga, 16% dân số nhỏ hơn 6 tuổi.